# اسپرینگفیلد ام۱۹۰۳
اسپرینگفیلد ام۱۹۰۳ (به انگلیسی: M1903 Springfield) سلاح آمریکایی گلنگدن دار کالیبر ۰٫۳ با خشاب پنج تیر بود که در سال ۱۹۰۳ طراحی شد و نیمه اول قرن بیستم مورد استفاده قرار گرفت.
این سلاح در نوزدهم ژوئن ۱۹۰۳ به عنوان تفنگ اصلی گلنگدنی ارتش ایالات متحده انتخاب گردید و در جنگ جهانی اول به کار برده شد. تفنگ نیمه اتوماتیک ام ۱ گاراند به عنوان سلاحی با نواخت تیر بیشتر سال ۱۹۳۷ رسماً جانشین اسپرینگفیلد ام۱۹۰۳ شد. با این حال با توجه کمبود ام ۱ گاراند این اسلحه همچنان به عنوان یک تفنگ استاندارد در جنگ دوم جهانی نیز استفاده شد. در ادامه حتی از این سلاح در جنگ کره و جنگ ویتنام برای تک تیراندازی نیز استفاده گردید.